# Tipula flavoumbrosa
Tipula flavoumbrosa är en tvåvingeart som beskrevs av Alexander 1918. Tipula flavoumbrosa ingår i släktet Tipula och familjen storharkrankar. Inga underarter finns listade i Catalogue of Life.